# Carpodectes
A Carpodectes a madarak osztályának verébalakúak (Passeriformes) rendjébe és a kotingafélék (Cotingidae) családjába tartozó nem.

## Rendszerezésük
A nemet Osbert Salvin írta le 1865-ben, jelenleg az alábbi 3 faj tartozik ide:
- Carpodectes hopkei
- hókotinga (Carpodectes nitidus)
- sárgacsőrű kotinga (Carpodectes antoniae)

## Előfordulásuk
Közép-Amerikában és Dél-Amerika északi részén honosak. A természetes élőhelyük a szubtrópusi vagy trópusi erdők és cserjések. Állandó, nem vonuló fajok.

## Megjelenésük
Testhosszuk 19,5–25 centiméter. Tollazatuk fehér, vagy világos színű.

## Életmódjuk
Főleg gyümölcsökkel táplálkoznak.

## Külső hivatkozások
- Képek az interneten a nembe tartozó fajokról